# Jürgen Pelzer
Jürgen Pelzer (* 1949) ist ein deutscher Literatur- und Kulturwissenschaftler.
Pelzer studierte Germanistik, Geschichte und Philosophie in Köln, Konstanz und Madison/Wisconsin. Er lehrte in den USA, zuletzt als Associate Professor for German Studies am Occidental College in Los Angeles. Er befasst sich mit Literatur- und Kulturwissenschaften und übersetzt fachliche Literatur aus dem Amerikanischen. Er ist Autor der Medien junge Welt und konkret.

## Schriften
- mit James Elliot und Carol Poore, Stereotyp und Vorurteil in der Literatur: Untersuchungen zu Autoren des 20. Jahrhunderts (Zeitschrift für Literaturwissenschaft und Linguistik, Beiheft 9), Göttingen 1978
- „Alle ding sind koeuflich worden“. Geldklage und satirische Gesellschaftskritik in Thomas Murners „Narrenbeschwörung“, in: Germanisch-Romanische Monatsschrift, Bd. 29 (1979), S. 146ff.
- Kritik durch Spott. Satirische Praxis und Wirkungsprobleme im westdeutschen Kabarett (1945–1974), Frankfurt/Main 1985
- Satire oder Unterhaltung? Wirkungskonzepte im deutschen Kabarett zwischen Bohemerevolte und Opposition, in: German Studies Review, 9:1, Februar 1986
- als Herausgeber, Peter Hacks. Der Geldgott. Komödie in drei Akten. Nach Aristophanes, Berlin 2017